# رومانسفلدن
رومانسفلدن (به آلمانی: Ruhmannsfelden) یک شهر در آلمان است که در باواریای سفلی واقع شده‌است.

## خصوصیات
رومانسفلدن ۵٫۸۰ کیلومترمربع مساحت دارد ۵۳۶ متر بالاتر از سطح دریا واقع شده‌است.

## نگارخانه

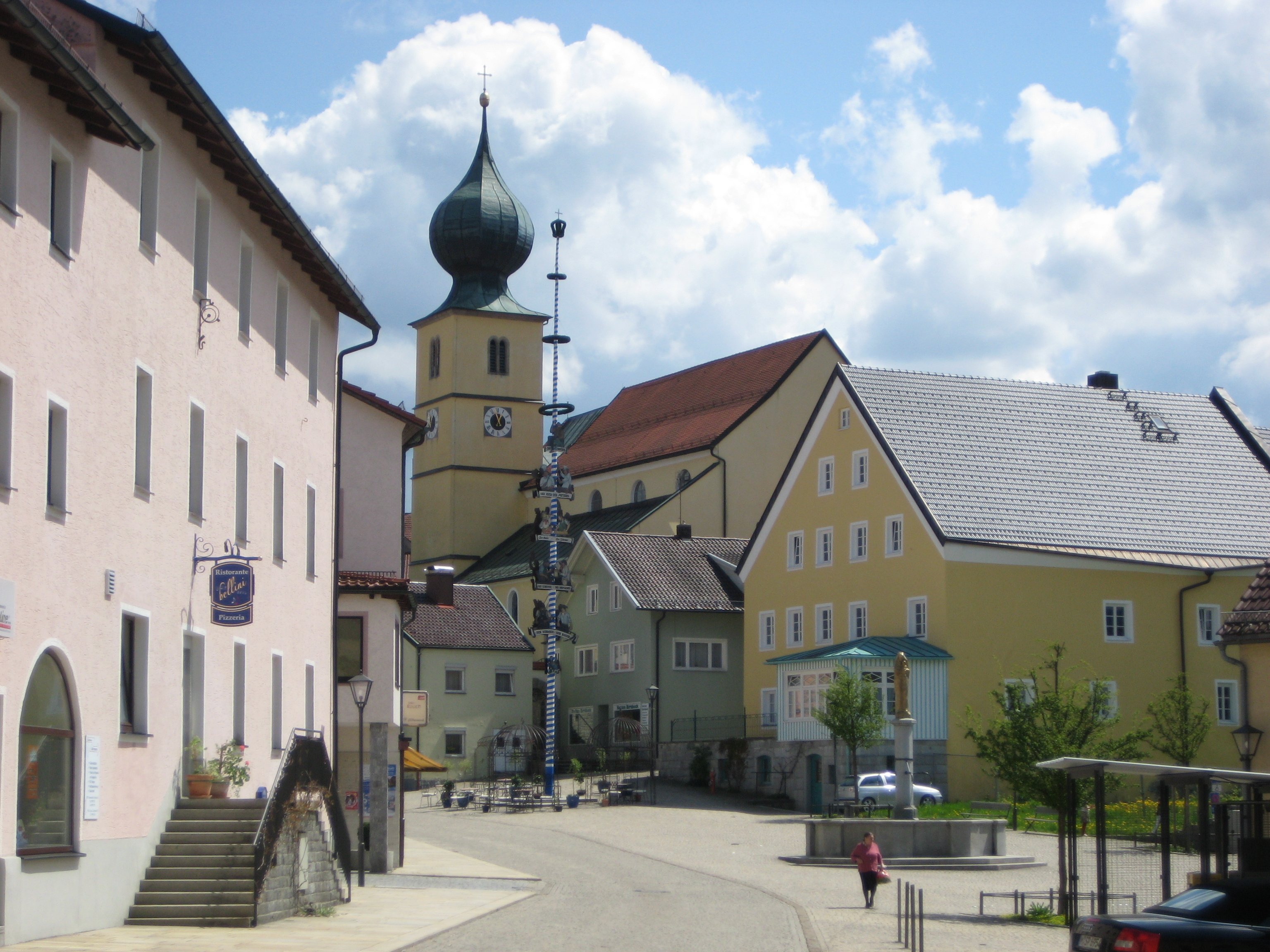
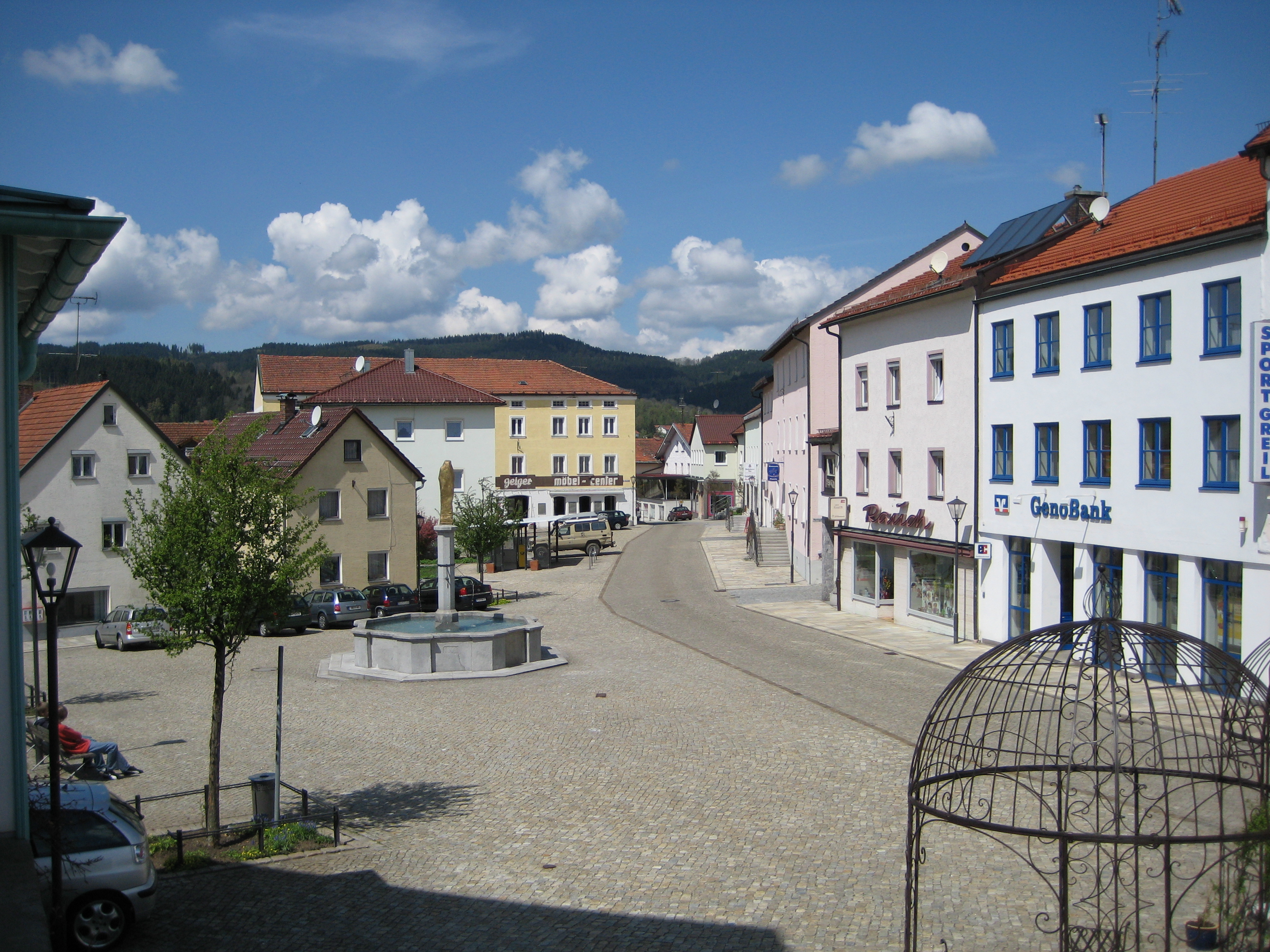
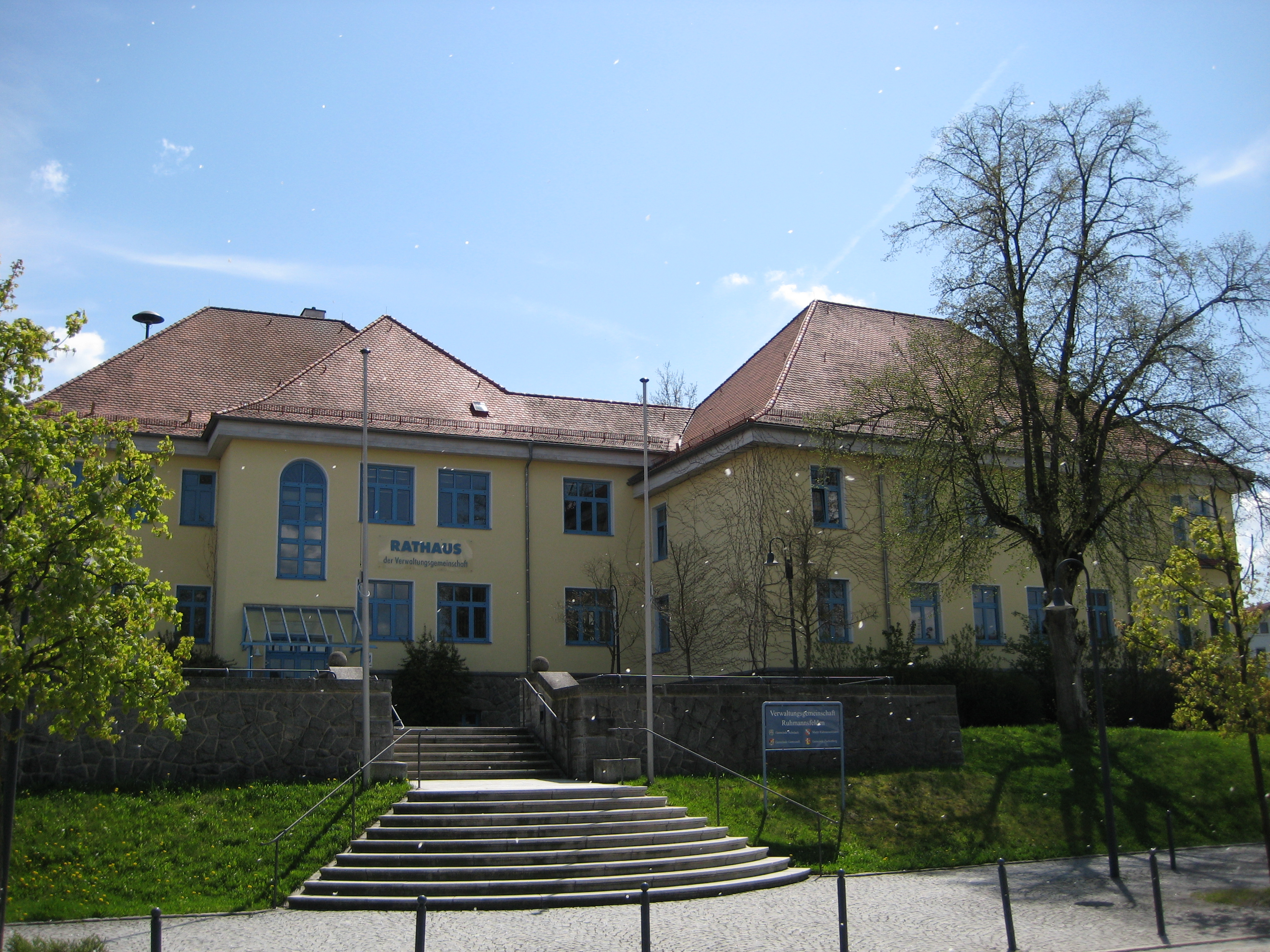
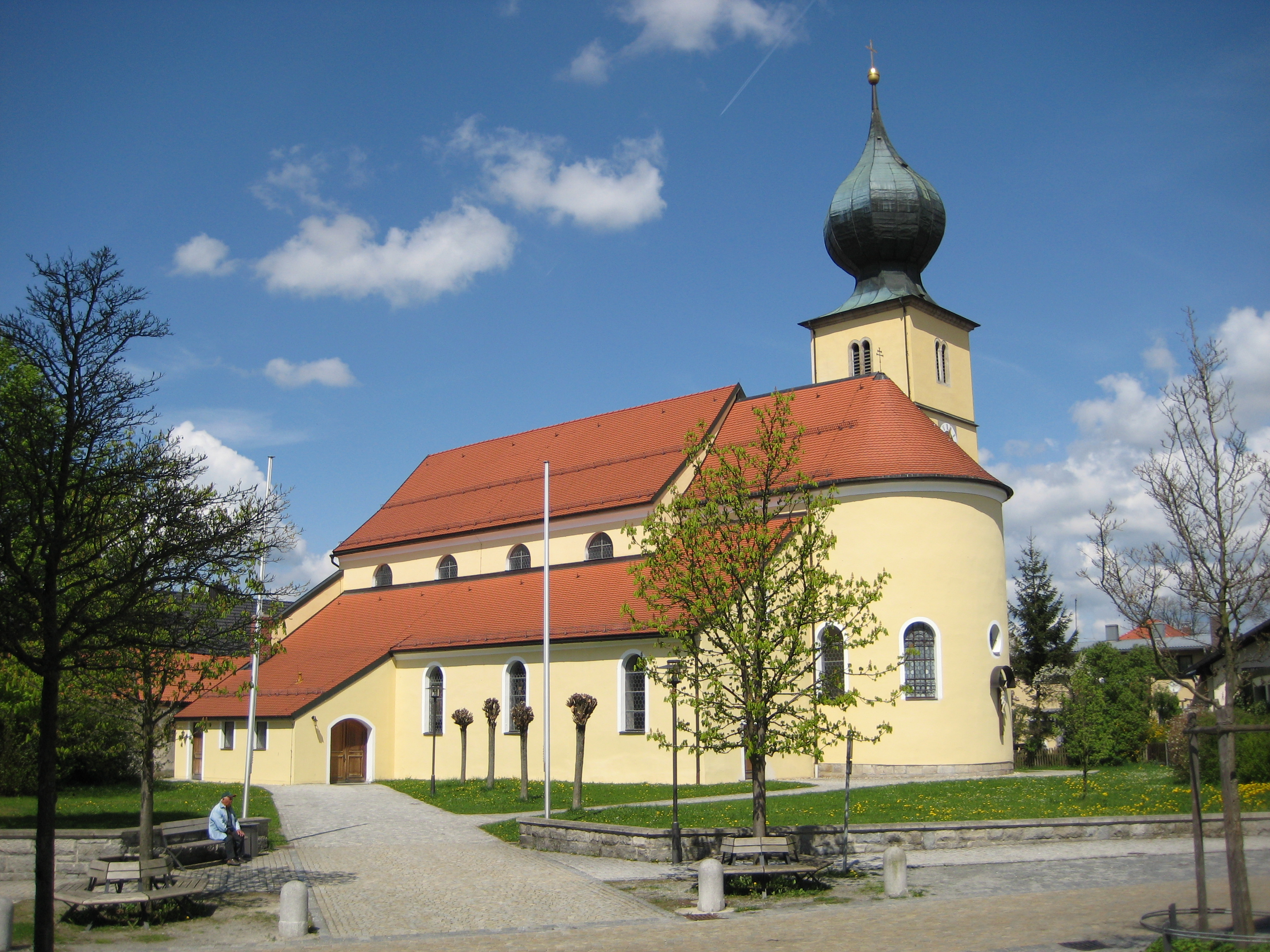